# Włodzimierz Potasiński
Włodzimierz Potasiński (31 de julho de 1956 — 10 de abril de 2010) foi um polaco, soldado OF-8 post mortem Forças Armadas da República da Polónia, Comandante do Forcas Especiais da República da Polónia (Dowódca Wojsk Specjalnych).
Foi uma das vítimas do acidente do Tu-154 da Força Aérea Polonesa.